# Pseudanapis amrishi
Espèce
Synonymes
- Amrishoonops amrishi Makhan & Ezzatpanah, 2011

Pseudanapis amrishi est une espèce d'araignées aranéomorphes de la famille des Anapidae.

## Distribution
Cette espèce est endémique du Suriname.

## Publication originale
- Makhan & Ezzatpanah, 2011 : A new spider family, Hawkeswoodidae fam. nov. and Amrishoonops amrishi gen. et sp. nov. (Araneae) from Suriname. Calodema, vol. 136, p. 1-5.